# Бексеїт
Бексеї́т (каз. Бексеит) — село у складі Мамлютського району Північноказахстанської області Казахстану. Входить до складу Новомихайловського сільського округу, раніше входило до складу ліквідованої Мінкесерської сільської ради.
Населення — 356 осіб (2021; 460 у 2009, 549 у 1999, 499 у 1989).
Національний склад станом на 1989 рік:
- казахи — 100 %.